# Partido Socialista Democrático (Irlanda)
El Partido Socialista Democrático (en inglés: Democratic Socialist Party) fue un partido político irlandés de ideología socialista fundado en 1972 por el diputado laborista Jim Kemmy, cuando abandonó el Partido Laborista en ese mismo año
Jim Kemmy se consideraba del ala izquierda del partido laborista y se oponía a la influencia de la iglesia católica en la legislación de la contracepción, el aborto y el divorcio, y las posiciones nacionalistas en el conflicto de Irlanda del Norte. En las elecciones sólo presentó dos candidaturas (Dublín y Limerick Este), y sólo obtuvo el escaño de Jim Kemmy, aunque sus posturas antinacionalistas le atrajeron muchos militantes de la Organización Comunista Británica y Irlandesa (BICO) y en 1982 se le unió el Partido Socialista de Irlanda. En las elecciones al Dáil Éireann de 1989 sólo obtuvo un escaño y en 1990 se volvió a unir al Partido Laborista. Los exmilitantes de la BICO, lo rechazaron y muchos se integraron en la nueva Izquierda Democrática en 1992.